# Ardea (wherry)
Pour les articles homonymes, voir Ardea (homonymie).
Ardea est un Norfolk wherry de 1927 construit à Lowestoft dans le comté de Norfolk. C'est un des rares exemplaires de wherry de plaisance (en anglais : Pleasure wherry).
Il appartient à la flotte de la Wherry Yacht Charter depuis 2015.

## Histoire
Ardea a été construit en 1927 au chantier Leo Robinson à Lowestoft pour Howard Hollingsworth, millionnaire cofondateur du magasin Bourne & Hollingsworth (en) dans la Cité de Westminster. Il a été lancé en présence du roi George V et a navigué sur les Broads pendant 30 ans, affrété pour les vacances comme voilier et plus tard comme bateau à moteur.
À la fin des années 1950, il a été vendu à Howard Dunkerley qui l'a emmené en France. Il a servi de maison flottante à Paris. C'est à l'abandon, qu'en 1974, il a été racheté par Philippe Rouff et affrété sur le réseau des canaux européens en France, en Belgique, aux Pays-Bas et en Allemagne, jusqu'à ce qu'il soit vendu en 2005 et de retour dans les Norfolk Broads. Une refonte a été réalisée en 2005-2006, permettant un meilleur niveau d'hébergement intérieur.
Il est le plus grand de la flotte de la Wherry Yacht Charter. Son nom est tiré celui d'un genre de hérons, l'Ardea que l'on retrouve sur sa girouette. Il est aussi unique du fait de la construction de sa coque en teck verni, bois plus résistant que le chêne ou le mélèze.